# Goera tarockana
Goera tarockana is een schietmot uit de familie Goeridae. De soort komt voor in het Oriëntaals gebied.